# Хораи, Себастьян Кото
Себастьян Кото Хораи (англ. Sebastian Koto Khoarai; 11 сентября 1929, Коалинг, Лесото — 17 апреля 2021, Мазенод, Лесото) — первый лесотский кардинал, член Конгрегации миссионеров-облатов Непорочной Девы Марии. Епископ Мохалес-Хука с 10 ноября 1977 по 11 февраля 2014. Кардинал-священник с титулом церкви Сан-Леонардо-да-Порто-Маурицио-ад-Ачилия с 19 ноября 2016.